# Lijst van Nederlandse medaillewinnaars op de Europese kampioenschappen atletiek junioren
Dit is een lijst van Nederlandse medaillewinnaars op de Europese kampioenschappen atletiek voor junioren.
- Mieke van Doorn – hoogspringen (1,74) – Parijs 1970
- Olga Commandeur - 800 m (2.05,8) – Athene 1975
- Robin Korving – 110 m horden (13,85) – San Sebastian 1993
- Corrie de Bruin – discuswerpen (55,30) – San Sebastian 1993
- Corrie de Bruin – kogelstoten (17,76) – Nyíregyháza 1995
- Corrie de Bruin – discuswerpen (57,46) – Nyíregyháza 1995
- Gert-Jan Liefers – 1500 m (3.46,91) – Ljubljana 1997
- Chiel Warners – tienkamp (7664) – Ljubljana 1997
- Saskia Meijer – zevenkamp (5882) – Ljubljana 1997
- Rutger Smith – kogelstoten (18,27) – Riga 1999
- Rutger Smith – discuswerpen (52,89) – Riga 1999
- Erik Cadée – discuswerpen (60,42) – Tampere 2003
- Melissa Boekelman - kogelstoten (16,51) - Hengelo 2007
- Dafne Schippers - zevenkamp (6153) - Tallinn 2011
- Jip Vastenburg - 5000 m (16.03,31) - Rieti 2013
- Jasmijn Lau - 5000 m (16.38,85) - Grosseto 2017
- Onyema Adigida - 200 m (21,08) - Borås 2019
- Femke Bol - 400 m horden (56,25) - Borås 2019
- Jorinde van Klinken - kogelstoten (17,39) - Borås 2019
- Alida van Daalen - discuswerpen (55,92) - Borås 2019
- Britt Weerman - hoogspringen (1,88) - Tallinn 2021
- Niels Laros - 1500 m (3.56,78) - Jeruzalem 2023
- Niels Laros - 5000 m (14.11,82) - Jeruzalem 2023
- Jarno van Daalen - kogelstoten (21,07) - Tampere 2025
- Jarno van Daalen - discuswerpen (63,18) - Tampere 2025
- Elise de Jong - polsstokhoogspringen (4,50) - Tampere 2025

Zilver 
- Annemieke Bouma – hoogspringen (1,80) – Duisburg 1973
- Petra Huybrechtse – 100 m horden (13,44) – Thessaloniki 1991
- Mike van der Bilt – discuswerpen (55,40) – Nyíregyháza 1995
- Rick Wassenaar – tienkamp (7299) – Nyíregyháza 1995
- Thelma Joziasse – 400 m horden (58,65) – Ljubljana 1997
- Arnoud Okken – 800 m (1.48,02) - Grosseto 2001
- Susan Kuijken - 3000 m (9.28,45) - Kaunas 2005
- Jamile Samuel - 100 m (11,43) - Tallinn 2011
- Jamile Samuel - 200 m (23,31) - Tallinn 2011
- Femke Pluim - polsstokhoogspringen (4,25) - Rieti 2013
- Inge Drost - 400 m horden (57,88) - Eskilstuna 2015
- Jorinde van Klinken - kogelstoten (16,89) - Grosseto 2017
- N'ketia Seedo - 100 m (11,40) - Borås 2019
- Robin van Riel - 1500 m (3.56,03) - Borås 2019
- Mark Heiden - 110 m horden (13,58) - Borås 2019
- Léon Mak - tienkamp (7700) - Borås 2019
- Minke Bisschops, Zoë Sedney, Demi van den Wildenberg, N’ketia Seedo - 4 x 100 m (44,21) - Borås 2019
- Minke Bisschops - 200 m (23,55) - Tallinn 2021
- Rick van Riel - 1500 m (3.46,69) - Tallinn 2021
- Matthew Sophia - 110 m horden (13,26) - Tallinn 2021
- Alida van Daalen - kogelstoten (16,56) - Tallinn 2021
- Alida van Daalen - discuswerpen (55,63) - Tallinn 2021
- Sofie Dokter - zevenkamp (5878) - Tallinn 2021
- Matthew Sophia, Nsikak Ekpo, Keitharo Oosterwolde, Xavi Mo-Ajok - 4 x 100 m (40,07) - Tallinn 2021
- Timo Spiering - 200 m (20,97) - Jeruzalem - 2023
- Lorenzo Speear, Timo Spiering, Jozuah Revierre, Jamie Sesay - 4 x 100 m (40,14) - Jeruzalem 2023
- Maud van Sintmaartensdijk, Madelief van Leur, Britt de Blaauw, Myrte van der Schoot - 4 x 400 m (3.33,33) - Jeruzalem 2023
- Jozuah Revierre - 100 m (10,47) - Tampere 2025
- Luuk Pelkmans - tienkamp (8293) - Tampere 2025
- Marijn Kieft - polsstokhoogspringen (4,40) - Tampere 2025

Brons 
- Frank Nusse – tienkamp (7129) – Parijs 1970
- Erik de Bruin – discuswerpen (55,88) – Utrecht 1981
- Emiel Mellaard – verspringen (7,79) – Cottbus 1985
- Ingrid Lammertsma – speerwerpen (55,92) – Cottbus 1985
- Luc Krotwaar – 5000 m (14.20,44) – Birmingham 1987
- Stella Jongmans – 800 m (2.04,16) – Varaždin 1989
- Jacqueline Goormachtigh – discuswerpen (57,02) – Varaždin 1989
- Corrie de Bruin – kogelstoten (16,27) – San Sebastian 1993
- Lieja Koeman – discuswerpen (53,24) – Nyíregyháza 1995
- Gert-Jan Liefers – 1500 m (3.47,17) – Nyíregyháza 1995
- Bram Som – 800 m (1.50,96) – Riga 1999
- Stefan Beumer – 1500 m (3.45,13) – Riga 1999
- Ilona Rutjes – discuswerpen (53,19) – Riga 1999
- Adriënne Herzog – 3000 m (9.26,01) – Tampere 2003
- Machteld Mulder - 800 m (2.03,23) - Hengelo 2007
- Judith Bosker, Yaël van Pelt, Anouk Hagen, Jamile Samuel - 4 x 100 m (45,88) - Novi Sad 2009
- Madiea Ghafoor - 400 m (53,73) - Tallinn 2011
- Tessa van Schagen - 200 m (23,65) - Rieti 2013
- Sacha van Agt, Tessa van Schagen, Naomi Sedney, Eefje Boons - 4 x 100 m (44,22) - Rieti 2013
- Floor Doorwaard - 5000 m (16.41,71) - Grosseto 2017
- Keitharo Oosterwolde, Mark Heiden, Gino van Wijk, Brett Duff - 4 x 100 m (40,28) - Borås 2019
- Yannick Rolvink - discuswerpen (59,86) - Jeruzalem 2023
- Myrte van der Schoot - 400 m (52,85) - Jeruzalem 2023
- Quinten de Vos - 400 m horden (50,46) - Tampere 2025
- Jin van der Lee - hoogspringen (2,16) - Tampere 2025